# 刘金轩
刘金轩（1908年9月18日—1984年4月27日），原名刘发宏。湖南省祁阳县文明铺乡尚志堂村人。中国人民解放军中将，1955年获二级八一勋章、二级独立自由勋章、一级解放勋章。

## 生平
1926年在家乡参加北伐战争中的国民革命军第八军。1930年12月30日中央苏区第一次反围剿歼灭第九路军的张辉瓒第18师，时任第18师第54旅副连长的刘金轩被俘。历任红三军团红五军1师3团战士、班长、排长、连长、师特务连连长、第5师14团3营副营长、营长。1933年5月入党。参加长征。到达陕北后，任红二十八军第一团团长。在攻打榆林县西南菠罗堡战斗中右脚负伤，任军委后方留守处保安特区司令员。